# An Appeal for Human Rights

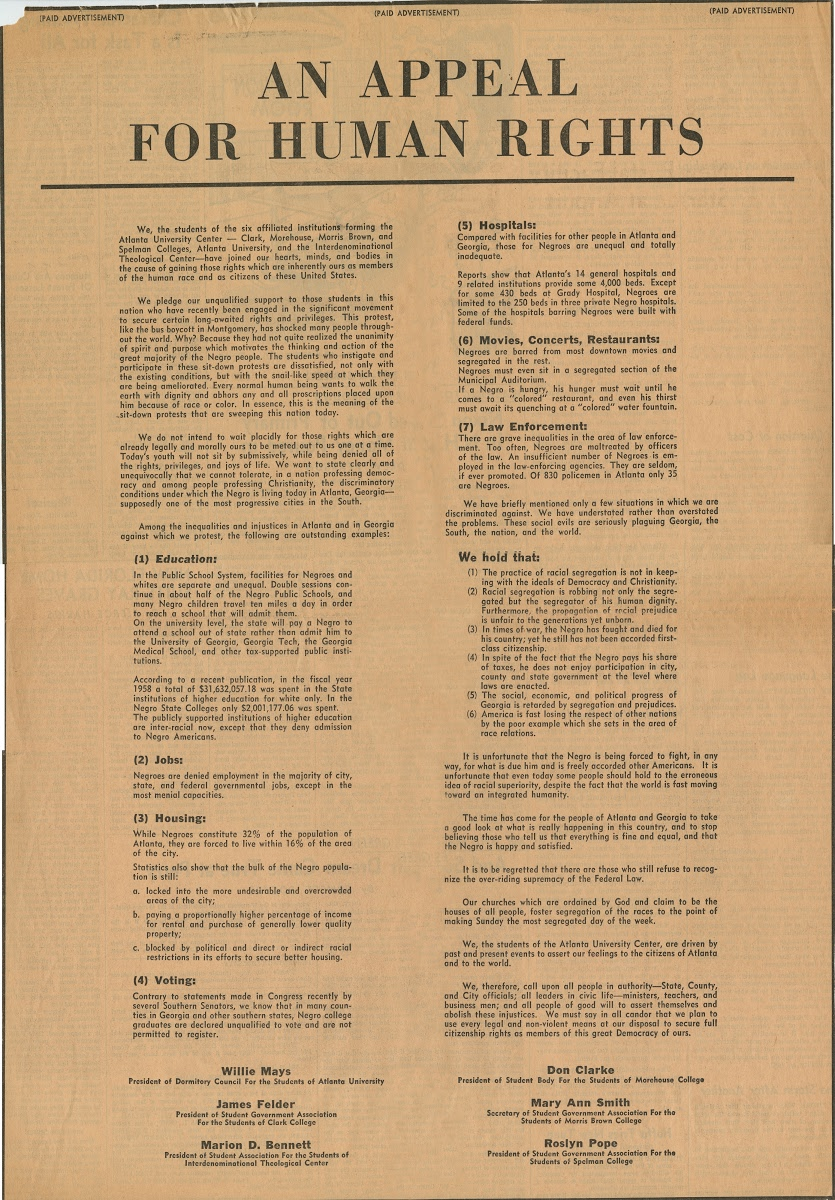
Escaneo del manifiesto de derechos civiles An Appeal for Human Rights, del Comité de Apelación por los Derechos Humanos, tal como se publicó originalmente el 9 de marzo de 1960, como un anuncio en los periódicos de Atlanta.

An Appeal for Human Rights («Un llamamiento por los derechos humanos» en español) es un manifiesto de derechos civiles impreso inicialmente como un anuncio en los periódicos de Atlanta, Georgia, Estados Unidos el 9 de marzo de 1960 que pedía acabar con la desigualdad racial en la ciudad. El manifiesto fue escrito por estudiantes de los seis colegios y universidades históricamente negros de Atlanta que componen el Centro Universitario de Atlanta. Fue redactado por Roslyn Pope y otros estudiantes del Centro Universitario de Atlanta después de que los seis presidentes del Centro Universitario de Atlanta alentaran a los estudiantes, encabezados por Lonnie King y Julian Bond, a redactar un documento que estableciera sus objetivos. Los estudiantes, organizados como el Comité de Apelación por los Derechos Humanos (COAHR), publicaron An Appeal for Human Rights trabajando dentro y como parte del movimiento por los derechos civiles.

## Escritura
Inspirados por el movimiento de sentatas en otras ciudades, los estudiantes de las universidades negras de Atlanta formaron el Comité de Apelación por los Derechos Humanos, que lideró el Movimiento Estudiantil de Atlanta. El presidente de la Universidad de Atlanta, Rufus Clement, sugirió que escribieran una «lista de detalles» que expusiera sus preocupaciones y lo que querían lograr. La autora principal del documento fue Roslyn Pope, una estudiante de 21 años de Spelman College que escribió la mayor parte del primer borrador. Fue impreso en una máquina de escribir en la casa del profesor e historiador de Spelman College, Howard Zinn. Los estudiantes se inspiraron en una publicación llamada A Second Look in Atlanta, también llamada A Second Look, que se publicó en febrero de 1960 y cuestionaba la idea de que Atlanta estaba más ilustrada que otros lugares del sur, como Mississippi, en términos de la igualdad racial.
An Appeal for Human Rights enumeró siete ejemplos de áreas de desigualdad dentro de Atlanta: educación, trabajos, alojamiento, votación, hospitales, cine, conciertos, restaurantes, y aplicación de la ley. Cada ejemplo tenía un breve comentario que explicaba la desigualdad en esa área. El documento fue firmado en la parte inferior por un representante estudiantil de cada una de las seis escuelas que componen el Centro Universitario de Atlanta: Willie Mays de la Universidad de Atlanta, James Felder de la Universidad de Clark, Marion D. Bennett del Centro Teológico Interdenominacional, Don Clarke de Morehouse College, Mary Ann Smith de Morris Brown College y Roslyn Pope de Spelman College.

## Publicación
An Appeal for Human Rights se imprimió como un anuncio pagado de página completa en The Atlanta Constitution el 9 de marzo de 1960. El anuncio también se publicó en The Atlanta Journal y Atlanta Daily World el mismo día. El anuncio fue comprado a un costo de $1800. El presidente de la Universidad de Atlanta, Rufus Clement, le dijo a AJC Magazine en 1965 que pagó con un cheque personal que luego se reembolsó a través de las tarifas de los estudiantes, mientras que Julian Bond dijo que la autora sureña antisegregacionista y crítica social Lillian Smith pagó el anuncio. En un artículo del 10 de marzo de 1960, The Atlanta Constitution dijo que el cheque que pagó el anuncio fue firmado por Clement con fondos aportados por los estudiantes.
Tras su publicación, el anuncio fue denunciado por el gobernador segregacionista de Georgia, Ernest Vandiver. El día después de la publicación del anuncio, Vandiver leyó una declaración preparada durante una conferencia de prensa matutina que también se publicó en The Atlanta Constitution ese mismo día. En el comunicado, Vandiver llamó a An Appeal for Human Rights «antiestadounidense» y «malvado». Vandiver dijo más tarde que «sonaba como si hubiera sido escrito en Moscú, si no en Pekín», sugiriendo que se trataba de propaganda comunista y antiestadounidense.
Una respuesta por parte del alcalde de Atlanta, William B. Hartsfield, fue publicada en la misma edición del 10 de marzo de The Atlanta Constitution como respuesta de Vandiver, en la que difería de la opinión del gobernador y dijo que An Appeal for Human Rights representaba «las aspiraciones legítimas de los propios jóvenes de la ciudad». Hartsfield también habló positivamente de los estudiantes por su compromiso con la no violencia.
Los estudiantes enviaron una copia del manifiesto a Jacob Javits, un senador republicano que representó a Nueva York en el Senado de los Estados Unidos. Javits aprobó el mensaje, y durante un discurso en el Senado el 16 de marzo de 1960, solicitó que el manifiesto se ingresara en el Registro del Congreso. Además de ingresar en el Registro del Congreso, el manifiesto se volvió a publicar de forma gratuita en The New York Times y Los Angeles Times.

## Legado
Un marcador histórico fue colocado en Atlanta Student Movement Boulevard en Atlanta en 2014 por la Comisión para Honrar una Apelación por los Derechos Humanos y el Movimiento Estudiantil de Atlanta, el miembro del Concejo Municipal de Atlanta, Michael Julian Bond, y el alcalde de Atlanta, Kasim Reed. El marcador histórico describe los orígenes del manifiesto y su impacto.
El 60.º aniversario de la publicación de An Appeal for Human Rights se celebró en una ceremonia organizada por el miembro del Concejo Municipal de Atlanta, Michael Julian Bond, en marzo de 2020. Associated Press entrevistó a Roslyn Pope para una historia publicada el 9 de marzo de 2020, el 60 aniversario de la publicación del manifiesto, quien expresó su preocupación de que los logros por los que los estudiantes trabajaron arduamente se estaban erosionando y dijo: «Tenemos que tener cuidado. No es como si pudiéramos descansar y pensar que todo está bien».